# ميتشيل ديكسون
ميتشيل ديكسون (بالإنجليزية: Mitchell Dixon)‏ هو سباح أسترالي، ولد في 4 يناير 1990 في سيدني في أستراليا.